# Aljaksandar Turčyn
Aljaksandar Henrychavič Turčyn (in bielorusso Аляксaндaр Гeнрыхавіч Турчын?; in russo Алексaндр Гeнрихович Турчин?, Aleksandr Genrichovič Turčyn; Navahrudak, 2 luglio 1975) è un politico bielorusso, Primo ministro della Bielorussia dal 10 marzo 2025.

## Biografia
È nato il 2 luglio 1975 a Navahrudak, nella Repubblica Socialista Sovietica Bielorussa; suo padre, Genrych Stanislavavič Turčyn, era insegnante di fisica e importante esponente politico locale del Partito Comunista mentre la madre lavorava probabilmente come medico.
Diplomatosi con medaglia d'argento nella scuola secondaria nº 4 di Navahrudak, si è poi iscritto nel 1992 all'Istituto di costruzione meccanica di Mahilëŭ, lasciando gli studi nel 1995 e rimanendo disoccupato fino al 1997; contemporaneamente non risulta aver prestato servizio militare. Nel 1997, grazie all'aiuto del padre, viene assunto come direttore di un negozio di alimentari, venendo definito come "responsabile, colto e mai scortese coi suoi subordinati", ma già dopo un anno e mezzo divenne capo controllore-revisore dei conti presso il Ministero delle finanze per il distretto di Navahrudak e poi per la regione di Hrodna.
Nel 2002 si è laureato presso l'Università statale di economia della Bielorussia e nel 2009 si è diplomato presso l'Accademia della pubblica amministrazione.
Nel 2018 è stato nominato Primo Vice Primo ministro della Bielorussia, passando poi nel 2019 alla guida della Regione di Minsk. Dopo le elezioni presidenziali del 2020 è divenuto oggetto di sanzioni internazionali da parte dell'Unione europea oltre che di Albania, Islanda, Liechtenstein, Macedonia del Nord, Montenegro, Norvegia e Svizzera mentre dal 2021 gli è proibito recarsi nel Regno Unito.
Con decreto del Presidente della Repubblica Aljaksandr Lukašėnka del 10 marzo 2025 è stato nominato Primo ministro della Bielorussia.

## Vita privata
È sposato e ha una figlia, Dar'ja, nata nel 1995. È inoltre appassionato di pallacanestro.